# Marianne Cope
Svatá Matka Marianne Cope, pokřtěná Marie Anna Barbara Koob (23. ledna 1838, Heppenheim, Německo – 9. srpna 1918, Kalaupapa, Havaj) byla americká františkánská řeholnice německého původu, pracující jako ošetřovatelka malomocných na ostrově Molokai.

## Život
Narodila se v Hesensku, po třech letech se ale její rodina přestěhovala do New Yorku, kde pracovala jako tovární dělnice. Po smrti svého otce ve věku 24 let byla zbavena rodinných závazků a mohla proto vstoupit mezi terciáře františkánského řádu. Pracovala v nemocnicích, v listopadu 1883 byla spolu s šesti dalšími řeholnicemi povolána do Honolulu, aby pečovala o malomocné. Nabídku Marianne Cope přijala, založili zde nemocnici Kaka'ako v O'ahu, do níž se měli shromáždit malomocní z celých ostrovů. Nejvážnější případy se pak přesouvaly na ostrov Molokai. V roce 1888 odešla na Molokai sama, aby pomáhala otci Damienovi. V Kalaupapa, kde bylo leprosárium umístěno, založila školu pro dívky, po smrti otce Damiena spravovala celou kolonii. V Kalaupapa zemřela a je tam také pohřbena.

## Úcta
Na její památku byla v Honolulu založena nemocnice a školící středisko pro ošetřovatelky malomocných, které dnes slouží jako dívčí gymnázium.
Spolu se sv. Damienem de Veuter je patronkou malomocných, na rozdíl od něj se ale sama leprou nenakazila, což je vzhledem k mnohaletému kontaktu s chorobou mnohými pokládáno za zázrak. Byla blahoslavena 14. května 2005 papežem Benediktem XVI. s titulem Blahoslavená Marianne z Molokai, svatořečena byla dne 21. října 2012. Její svátek se slaví 9. srpna.